# Dzjamtsyn Davaadzjav
Dzjamtsyn Davaadzjav, född den 28 juni 1953 i Tesjig sum Bulgan-provinsen, död 2000, var en mongolisk brottare som tog OS-silver i welterviktsbrottning i fristilsklassen 1980 i Moskva. 